# Elis Kuhlefelt
Elis Gustaf Ferdinand Kuhlefelt, född 21 augusti 1865 i Borgå, död 10 september 1935 i Helsingfors, var en finländsk läkare och lantdagsledamot.
Kuhlefelts föräldrar var stabskapten Herman Karl Fridolf Kuhlefelt och Adolfina Sofia Wetterhoff. I äktenskapet föddes också brodern Georg Carl Fridolf Kuhlefelt, verksam som jurist, borgmästare och riksdagsledamot. Kuhlefelt avlade studentexamen vid Helsingfors normallyceum 1883 samt blev vid Helsingfors universitet filosofie kandidat och filosofie magister 1886, medicine kandidat 1889 och medicine licentiat 1893. Efter att ha arbetat som läkare på flera olika orter och institutioner var Kuhlefelt från 1895 till 1923 provinsialläkare i Helsingfors.
Kuhlefelt var representant för adeln i lantdagen 1894, 1897, 1900 och 1904–1905.
1888 ingicks äktenskap med Katarina Elisabet Estlander, och de fick sönerna Sven och Åke.